# Gisela Mashayekhi-Beer
Gisela Mashayekhi-Beer (geb. vor 1983 in Passau) ist eine österreichische Flötistin und Professorin an der Universität für Musik und darstellende Kunst Wien sowie Dozentin am Joseph-Haydn-Konservatorium Eisenstadt.

## Leben
Gisela Mashayekhi-Beer studierte ab 1983 am Mozarteum in Salzburg bei Helmut Zangerle, der  Soloflötist des Mozarteumorchesters war. Während der Salzburger Zeit nahm sie auch bei den Sommerakademien an den Meisterkursen bei Peter-Lukas Graf teil.
1985 wechselte sie an die Hochschule für Musik und darstellende Kunst in Wien (jetzt: Universität für Musik und Darstellende Kunst), wo sie die nächsten beiden Jahre bei Wolfgang Schulz, Soloflötist der Wiener Philharmoniker, studierte. 1986 holte Schulz sie als seine Nachfolgerin in das Wiener Kammerorchester, mit dem sie auch ihre ersten großen Tourneen in Südamerika und Japan spielte.
Neben der Arbeit im Orchester gründete sie mit dem Komponisten Nader Mashayekhi das Ensemble Wien 2001, das sich zur Aufgabe machte, zeitgenössische Musik im Zusammenhang mit anderen Künsten oder konträrer Musik aufzuführen, was die Ohren der Hörer neu und anders für die Neue Musik öffnet. So gab es z. B. Konzerte mit zeitgenössischen japanischen Komponisten, zusammen mit europäischen Komponisten, die sich von japanischer Kunst beeinflussen ließen, und traditioneller japanischer Musik; oder österreichische zeitgenössische Musik zusammen mit Johann Sebastian Bachs „Das Musikalische Opfer“, oder auch ein Porträt der persischen Poetin Forugh Farochsad, mit Kompositionen des persischen Komponisten Nader Mashayekhi und Rezitation der Schauspielerin Hanna Schygulla, um nur einige der Projekte zu nennen. In dieser Zeit intensivierte Gisela Mashayekhi-Beer ihre Beschäftigung mit zeitgenössischer Musik und deren instrumentenspezifischen neuen Techniken und profitierte von der Zusammenarbeit mit Komponisten wie Hans Zender, Toru Takemitsu, Peter Ablinger u. a.